# Lester (Name)
Lester ist ein englischer männlicher Vorname und Familienname.

## Herkunft und Bedeutung
Der Vorname Lester entstammt einem ortsbezogenen Familiennamen, der vom Namen der englischen Stadt Leicester abgeleitet war und ursprünglich eine Person aus Leicester bezeichnete.
Der Familienname Lester ist eine Variante von Lister, der seinerseits die anglisierte Form eines schottischen Vornamens ist.
Eine von Lester oder Leslie abgeleitete Kurzform des Vornamens ist Les.

## Namensträger

### Vorname Lester
- Lester Bangs (1948–1982), US-amerikanischer Musikjournalist, Autor und Musiker
- Lester Bird (1938–2021), antiguanischer Politiker
- Lester Boone (1904–1989), US-amerikanischer Jazzmusiker
- Lester Bowie (1941–1999), US-amerikanischer Jazz-Trompeter, -Bandleader und -Komponist
- Lester Flatt (1914–1979), US-amerikanischer Country-Sänger und Gitarrist
- Lester C. Hunt (1892–1954), US-amerikanischer Politiker
- Lester Germer (1896–1971), US-amerikanischer Physiker
- Lester B. Granger (1896–1976), US-amerikanischer Bürgerrechtler
- Lester Habegger (1924–2017), US-amerikanischer Basketballtrainer und Manager
- Lester Lashley (1935–2025), US-amerikanischer Jazzmusiker und Künstler
- Lester Patrick (1883–1960), kanadischer Eishockeyspieler
- Lester Pearson (1897–1972), 14. kanadischer Premierminister
- Lester Pelton (1829–1908), US-amerikanischer Erfinder (Pelton-Turbine)
- Lester Piggott (1935–2022), englischer Jockey
- Lester Robertson (≈1925–1992), US-amerikanischer Jazzposaunist
- Lester C. Thurow (1938–2016), US-amerikanischer Wirtschaftswissenschaftler
- Lester Young (1909–1959), US-amerikanischer Jazz-Tenorsaxophonist

### Vorname Les
- Les Blank (1935–2013), US-amerikanischer Dokumentarfilmer
- Les Brown senior (1912–2001), US-amerikanischer Big-Band-Leader des Swing
- Les Burness (1911–2000), US-amerikanischer Jazzmusiker
- Les Claypool (* 1963), US-amerikanischer Bassist und Rocksänger
- Les Elgart (1917–1995), US-amerikanischer Jazz-Trompeter und Bandleader
- Les Humphries (1940–2007), englischer Popmusiker
- Les McCann (1935–2023), US-amerikanischer Jazz-Pianist, Sänger und Komponist
- Les Paul (1915–2009), US-amerikanischer Gitarrist
- Les Reed (1935–2019), englischer Songschreiber und Musiker

### Familienname
- Adrian Lester (* 1968), britischer Fernseh- und Theaterschauspieler
- Albert Lester († 1867), US-amerikanischer Jurist und Politiker
- Anthony Lester, Baron Lester of Herne Hill (1936–2020), britischer liberaldemokratischer Politiker und Mitglied des House of Lords
- Billy Lester (* 1946), US-amerikanischer Jazzmusiker
- Bobby Lester (1930–1980), US-amerikanischer Sänger, siehe The Moonglows
- Bruce Lester (1912–2008), britischer Schauspieler
- Buddy Lester (1916/17–2002), US-amerikanischer Schauspieler und Komiker
- Carrie Lester (* 1981), australische Triathletin
- Connie Lester (1931–2019), US-amerikanischer Jazz-Saxophonist
- Conrad H. Lester (1907–1996), österreichischer Unternehmer
- Dominic Lester, US-amerikanischer Tonmeister
- Edwin Lester (1895–1990), US-amerikanischer Theaterproduzent
- Elliott Lester (Autor) (1893–1951), US-amerikanischer Drehbuchautor
- Elliott Lester (Regisseur) (* um 1970), britischer Filmregisseur
- Frank Lester (1935–2021), österreichischer Radio- und Fernsehmoderator
- Gabriel Lester (* 1972), niederländischer Künstler
- George Nelson Lester (1824–1892), US-amerikanischer Jurist und Politiker sowie Offizier in der Konföderiertenarmee
- Heddy Lester (1950–2023), niederländische Sängerin und Schauspielerin
- Hilary Lester (* vor 1982), britische Sängerin, siehe Renée and Renato
- J. J. Lester (* 1968), US-amerikanischer Country-Musiker und -produzent
- James A. Lester (1891–1958), US-amerikanischer Generalmajor
- Jerry Lester (1910–1995), US-amerikanischer Komiker und Entertainer
- Jon Lester (* 1984), US-amerikanischer Baseballspieler
- Joyce Lester (* 1958), australische Softballspielerin
- Julia Lester (* 2000), US-amerikanische Schauspielerin
- Julia Lester Dillon (1871–1959), US-amerikanische Landschaftsarchitektin
- Justin Harry Lester (* 1983), US-amerikanischer Ringer
- Ketty Lester (* 1934), US-amerikanische Sängerin
- Keiana Lester (* 1997), Radsportlerin aus Trinidad und Tobago
- Louise Lester (1867–1952), US-amerikanische Schauspielerin
- Mark Lester (* 1958), britischer Schauspieler
- Mark L. Lester (* 1946), US-amerikanischer Filmregisseur, Autor und Produzent
- Muriel Lester (1883–1968), englisch-britische Sozialreformerin, Pazifistin und Baptistin
- Niko Lester (* 1991), US-amerikanisch-deutscher American-Football-Spieler
- Phil Lester (* 1987), britischer Youtuber, Videoblogger und Radiomoderator
- Posey G. Lester (1850–1929), US-amerikanischer Politiker
- Richard Lester (* 1932), US-amerikanischer Filmregisseur, Produzent und Autor
- Richard Lester (Ruderer) (* 1949), britischer Ruderer
- Richard Neville Lester (1937–2006), britischer Botaniker
- Ron Lester (1970–2016), US-amerikanischer Schauspieler
- Rufus E. Lester (1837–1906), US-amerikanischer Politiker
- Seán Lester (1888–1959), irischer Journalist, Politiker und Diplomat
- Sonny Lester (1924–2018), US-amerikanischer Musikproduzent
- Terry Lester (1950–2003), US-amerikanischer Schauspieler
- Tim Lester (1968–2021), US-amerikanischer American-Football-Spieler
- Toby Lester (* 1964), US-amerikanischer Journalist und Autor
- Tom Lester (1938–2020), US-amerikanischer Schauspieler und Prediger

### Künstlername
- Lazy Lester (1933–2018), US-amerikanischer Mundharmonikaspieler